# 帕德米妮·科尔哈普雷

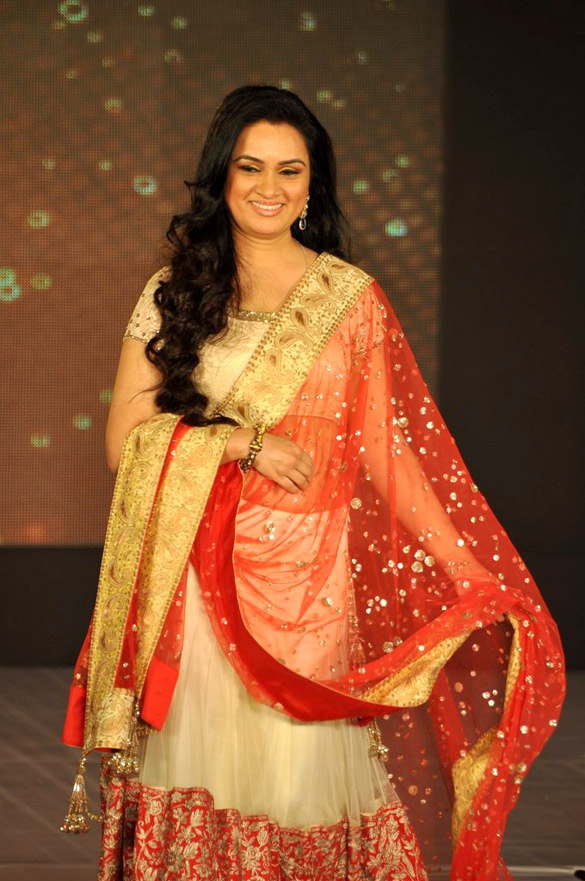
帕德米妮·科尔哈普雷

帕德米妮·科尔哈普雷（Padmini Kolhapure ，1965年11月1日—）是一位印度女演员兼歌手，生于一个馬拉地人家庭 。她主要出演印地语和马拉地语电影。  她获得了包括三项印度電影觀眾獎在内的多项荣誉。 